# Курош, Александр Геннадиевич
Александр Геннадиевич Ку́рош (также Геннадьевич; 1908—1971) — советский математик-алгебраист, доктор физико-математических наук, профессор МГУ. Автор многочисленных работ, монографий и учебников, сохраняющих ценность и в наши дни. За свою деятельность был удостоен премии имени П. Л. Чебышёва (1945), Государственной премии СССР (1974, посмертно). Награждён также орденами Трудового Красного Знамени (1951), «Знак Почёта» и медалями. Почётный член Московского и Уральского математических обществ, почётный доктор Лионского (Франция) и Масарикового (Брно, Чехия) университетов.

## Биография
Родился в семье служащего Ярцевской хлопчато-бумажной мануфактуры Геннадия Дмитриевича Куроша и школьной работницы Анастасии Леонтьевны Курош. Рано, в 1920 году, потерял отца, умершего от тифа. Последние два школьных года совмещал учёбу с работой. Как отличник учёбы получил направление в Текстильный институт, сдал вступительные экзамены, но не был принят туда по малолетству. Возвратившись в Ярцево, на Ярцевских вечерних профессионально-технических курсах получает профессию машиниста паровых машин. В 1924 году поступает на физико-техническое отделение педагогического факультета, незадолго перед тем, в 1918 году, созданного Смоленского университета. Примерно на втором году учёбы знакомится с П. С. Александровым, периодически приезжавшим в Смоленский университет читать лекции, под влиянием которых увлекается алгеброй.
В 1928 году после окончания Смоленского университета А. Г. Курош был оставлен в аспирантуре при университете, а в 1929 году по предложению П. С. Александрова он переведен в НИИ математики и механики МГУ для продолжения обучения в аспирантуре под его же руководством, первые научные работы выполнил по топологии. В МГУ начинает сотрудничать с О. Ю. Шмидтом в научных исследованиях, постепенно и учебная, и организационная нагрузка Шмидта в университете перешла к Курошу.
С 1930 года и до конца жизни преподавал в Московском университете, которому посвятил более 40 лет. Протестовал против репрессий в отношении Д. Ф. Егорова, за что был исключён из комсомола (1930). В 1936 году защитил докторскую диссертацию по теории групп. Профессор МГУ с 1937 года.
В разные годы сотрудничал как преподаватель и научный работник во многих учебных и научных организациях:
- Московский индустриально-педагогический институт имени Карла Либкнехта (1930—1932);
- Московский энергетический институт (1944—1945);
- Саратовский государственный университет, (заведовал кафедрой алгебры, 1936—1937);
- Гомельский педагогический институт — заведовал кафедрой математики (1938);
- старший научный сотрудник Математического института АН СССР (1939—1941);
- заведовал математической редакцией Издательства иностранной литературы (1952—1957).

В 1949 году А. Г. Курош возглавил кафедру высшей алгебры механико-математического факультета МГУ и был её заведующим до самой своей смерти в 1971 году. Большое внимание, как вспоминает В. Н. Латышев, Курош уделял работе молодых преподавателей кафедры: часто посещал их занятия, а затем на заседаниях кафедры проводил, не называя имён, разбор отдельных моментов, критикуя недочёты и предлагая другим преподавателям взять на вооружение удачные приёмы. Он утверждал: «Если у преподавателя не пересыхает горло, когда он выходит из аудитории, значит, это — не настоящий преподаватель».
Подпись А. Г. Куроша стояла под «письмом 99 математиков» (1968) в защиту арестованного А. С. Есенина-Вольпина. Впоследствии в другом коллективном письме подписавшие разъяснили, что целью своего «письма 99» ставили помощь Есенину-Вольпину, отправленному в судебном порядке в психиатрическую клинику, а не организацию скандала за рубежом.
Партийные органы немедленно начали заниматься этой ситуацией и поносить «подписантов». Тяжело переживавший эти события Курош получил инфаркт, однако, не оправившись от болезни, продолжил работу и чтение лекций, а вскоре скоропостижно скончался.

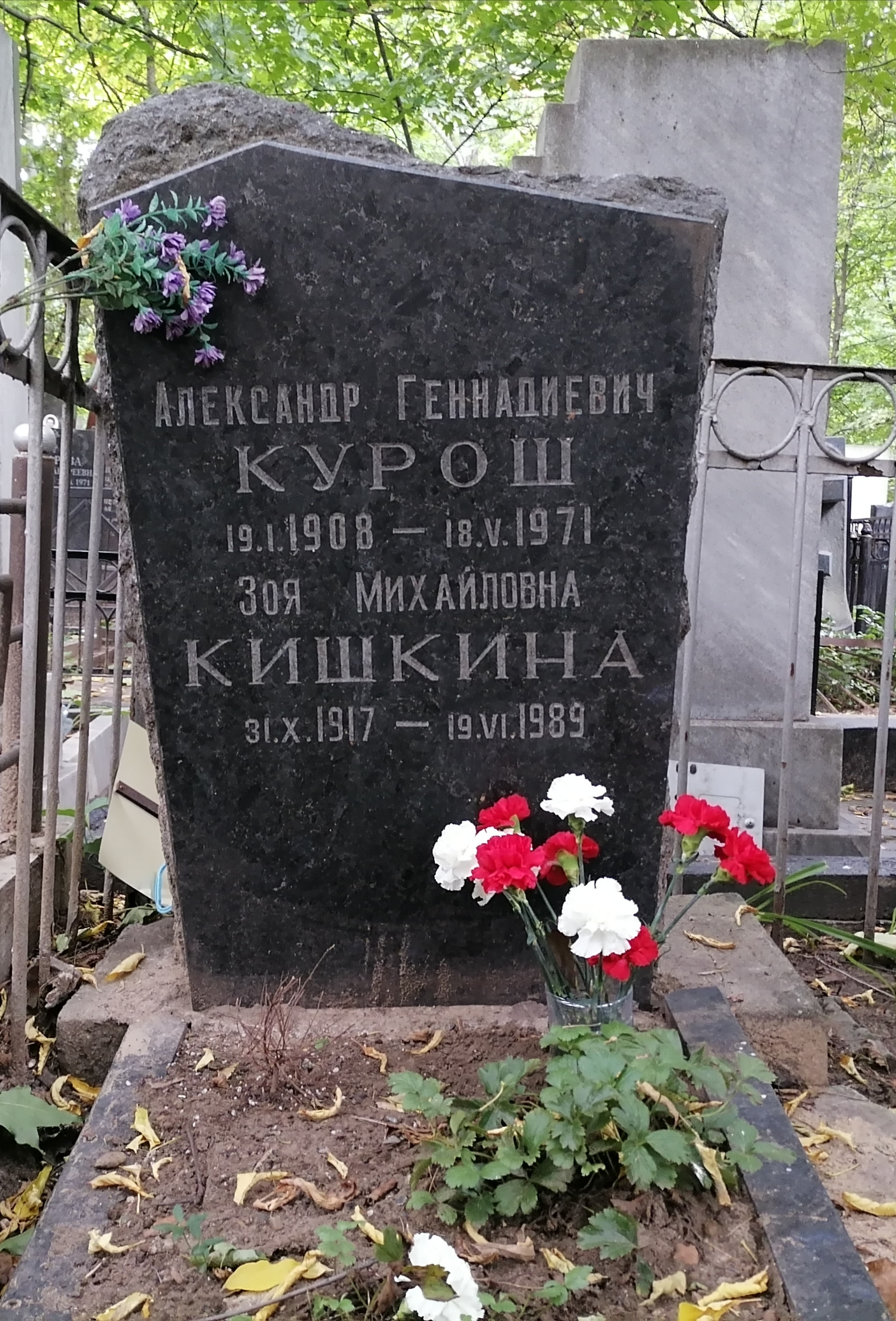
Могила А. Г. Куроша на Введенском кладбище

Похоронен на Введенском кладбище (29 уч.).
А. Г. Курош был главным редактором биографо-библиографического двухтомного справочника:
1. «Математика в СССР за сорок лет. 1917—1957»
2. «Математика в СССР. 1958—1967»

## Память
С 28 мая по 3 июня 2008 года на мехмате МГУ прошла Международная алгебраическая конференция, посвященная 100-летию со дня рождения профессора Куроша.

## Семья
Отец - Геннадий Дмитриевич Курош
Мать - Анастасия Леонтьевна Курош
Жена — Зоя Михайловна Кишкина́ (1917—1989), была аспиранткой А. Г. Куроша, впоследствии — преподаватель математического анализа и общей алгебры на механико-математическом факультете МГУ.
Дочь — Нина (род. 1947), старший преподаватель кафедры математических методов анализа экономики экономического факультета МГУ.

## Награды
- Государственная премия СССР (1974, посмертно, за учебник «Курс высшей алгебры» (1971, 10-е издание))
- Орден Трудового Красного Знамени
- Орден «Знак Почёта»
- Премия имени П. Л. Чебышёва АН СССР (1946)
- Звание почётного члена Московского математического общества
- Звание почётного члена Уральского математического общества
- Звание почётного доктора Лионского университета (1967)

## Основные труды
- Zur Zerlegung unendlicher Gruppen. Mathematische Annalen Bd. 106, 1932.
- Über freie Produkte von Gruppen. Mathematische Annalen Bd. 108, 1933.
- Die Untergruppen der freien Produkte von beliebigen Gruppen. Mathematische Annalen, Bd. 109, 1934.
- Радикалы в теории групп. Доклады Академии наук 141 (1961), стр. 789—791.
- Неассоциативные свободные алгебры и свободные произведения алгебр, Математический сборник, 20 (62), 1947, стр. 239—262.
- Zur Theorie der Kategorien. Deutscher Verlag der Wissenschaften, Berlin 1963.
- Vorlesungen über Allgemeine Algebra. Harri Deutsch, Zürich 1964.
- Теория групп. (3-е изд.). М.: Наука, 1967. Книга была переведена на немецкий (1953, 1970), венгерский (1955), английский (1955, 1960), румынский (1958), японский (1960) и китайский языки.
  - Переиздание: Физматлит, 2011, ISBN 978-5-9221-1349-6.
- Курс высшей алгебры (9-е изд.) М.: Наука, 1968.
- Gruppentheorie, 2 Bände, Akademie Verlag, Berlin, 2. Auflage 1970, 1972.
- Лекции по общей алгебре. М.: Наука, 1973, 401 с. Переведена и опубликована на английском, немецком, китайском, польском, японском, французском и чешском языках.
- Общая алгебра. Лекции 1969—1970 учебного года. М.: Наука, 1974. — 160 с.